# Zimnicele, Teleorman
Zimnicele este un sat în comuna Năsturelu din județul Teleorman, Muntenia, România. Se află la 2 km est de orașul Zimnicea. La recensământul din 2002 avea o populație de 1.157 locuitori.